# Филлипс, Бижу
Бижу́ Лили́ Фи́ллипс (англ. Bijou Lilly Phillips; род. 1 апреля 1980, Гринуич, Коннектикут) — американская актриса, модель и певица.

## Ранние годы
Бижу Лили родилась в Коннектикуте, в семье «Папы» Джона Филлипса из группы The Mamas & the Papas и его третьей жены Женевьев Уайт, южноафриканской актрисы, певицы и бывшей модели. Она была самой младшей из детей Джона Филлипса, у неё есть старший родной брат Тамерлейн и трое сводных братьев и сестёр: Маккензи Филлипс, Джеффри Филлипс и Чайна Филлипс. После развода родителей Бижу была отдана в приёмную семью в Нью-Йорке. Её отец получил опеку над ней, и Бижу переехала к нему, когда была в третьем классе.

## Карьера
Бижу дебютировала как актриса в 1999 году в фильме «Чёрное и белое», в котором она появилась в роли Чарли, её партнёрами стали Роберт Дауни-младший, Джаред Лето, Брук Шилдс и Элайджа Вуд. Игра Бижу была благосклонно встречена критиками.
В 2001 году Филлипс вместе с Кейт Хадсон снялась в фильме  «Почти знаменит», фильм получил четыре номинации на премию «Оскар» и имел коммерческий успех.

## Личная жизнь
18 октября 2011 года Бижу вышла замуж за актёра Дэнни Мастерсона (род. 1976), с которым она встречалась 7 лет до их свадьбы. У супругов есть дочь — Фианна Фрэнис Мастерсон (род.14.02.2014). Бижу и её муж Дэнни являются саентологами.

## Фильмография
| Год       |     | Русское название                     | Оригинальное название                   | Роль                      |
| --------- | --- | ------------------------------------ | --------------------------------------- | ------------------------- |
| 1999      | ф   | Шугар Таун                           | Sugar Town                              | девушка, берущая автограф |
| 1999      | ф   | Чёрное и белое                       | Black and White                         | Чарли                     |
| 2000      | ф   | Почти знаменит                       | Almost Famous                           | Эстрелла Старр            |
| 2001      | ф   | Садист                               | Bully                                   | Эли Уиллис                |
| 2001      | ф   | Колледж                              | Tart                                    | Делайла Милфорд           |
| 2001      | ф   | Любовь на бегу                       | Fast Sofa                               | Трейси                    |
| 2003      | ф   | Октан                                | Octane                                  | Турист                    |
| 2004      | ф   | Дверь в полу                         | The Door in the Floor                   | Элис                      |
| 2004      | ки  | —                                    | Grand Theft Auto: San Andreas           | Хелена Ванкстайн          |
| 2005      | ф   | Крэйзи                               | Havoc                                   | Эмили                     |
| 2005      | ф   | Болото                               | Venom                                   | Тэмми                     |
| 2005      | кор | —                                    | Pancho’s Pizza                          | н/д                       |
| 2006      | с   | C.S.I.: Место преступления           | CSI: Crime Scene Investigation          | Лил Черри                 |
| 2006      | в   | Огонь по своим                       | Friendly Fire                           | Любимая                   |
| 2006      | тф  | Совершенно потрясающе                | Totally Awesome                         | Карелинн                  |
| 2007      | ф   | Здесь и сейчас                       | You Are Here                            | Обри                      |
| 2007      | ф   | Хостел 2                             | Hostel: Part II                         | Уитни                     |
| 2007      | ф   | Кудесник крови                       | The Wizard of Gore                      | Мэгги                     |
| 2007      | ф   | То что мы делаем — тайна             | What We Do Is Secret                    | Лорна Дум                 |
| 2008      | ф   | Искусство путешествовать             | The Art of Travel                       | Кристина Лейн             |
| 2008      | ф   | Удушье                               | Choke                                   | Урсула                    |
| 2008      | ф   | Весь этот блюз                       | Dark Streets                            | Кристал                   |
| 2009      | ф   | Розенкранц и Гильденштерн воскрешены | Rosencrantz and Guildenstern Are Undead | Лорен Ламон               |
| 2009      | ф   | Пробуждение                          | Wake                                    | Кэрис                     |
| 2008      | ф   | Оно живёт                            | It’s Alive                              | Ленор Харкер              |
| 2009      | ф   | Созданы друг для друга               | Made for Each Other                     | Марси                     |
| 2009      | ф   | Мост в никуда                        | The Bridge to Nowhere                   | Джаспер                   |
| 2009      | кор | —                                    | Hollywood Nights                        | Бижу                      |
| 2010      | ф   | Земля астронавтов                    | The Land of the Astronauts              | Эрика Лонг                |
| 2010      | с   | Гавайи 5.0                           | Hawaii Five-0                           | Камилл Таунсенд           |
| 2010—2013 | с   | Воспитывая Хоуп                      | Raising Hope                            | Люси                      |
| 2012      | с   | Закон и порядок: Специальный корпус  | Law & Order: Special Victims Unit       | Диа Нобайл                |
| 2013      | в   | —                                    | Strokers                                | Бижу                      |